# Liră otomană

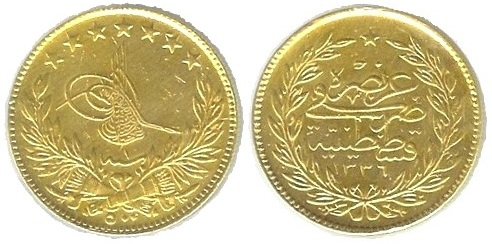
Monedă de 5 lire turceşti din anul 1906.

Lira otomană  sau vechea liră turcească a fost unitatea monetară oficială a Imperiului Otoman între anii 1844-1923. Aceasta a circulat în Țara Românească și Moldova, apoi în Principatele Unite, până la declararea independenței.

## Monede și bancnote
Lira turcească a înlocuit piastrul ca principala unitate monetară de pe teritoriul Imperiului Otoman în anul 1844. Piastrul a rămas în circulație ca subdiviziune a lirei, 100 de piaștrii fiind echivalentul unei lire. Piastrul era la rândul său subîmpărțit în 40 de parale.